# 罗勒布瓦斯
罗勒布瓦斯（法語：Rolleboise，法語發音：[ʁɔlbwaz]）是法国伊夫林省的一个市镇，属于芒特拉若利区。

## 地理
罗勒布瓦斯（49°1'8"N, 1°36'27"E）面积2.96 平方千米，位于法国法蘭西島大區伊夫林省，该省份为法国北部内陆省份，北起瓦兹河谷省，西接厄尔省，西南接厄尔-卢瓦省，东南接埃松省，东临上塞纳省。
与罗勒布瓦斯接壤的市镇（或旧市镇、城区）包括：塞纳河畔博尼耶尔、弗勒讷斯、盖尔讷、梅里库尔、塞纳河畔罗尼。

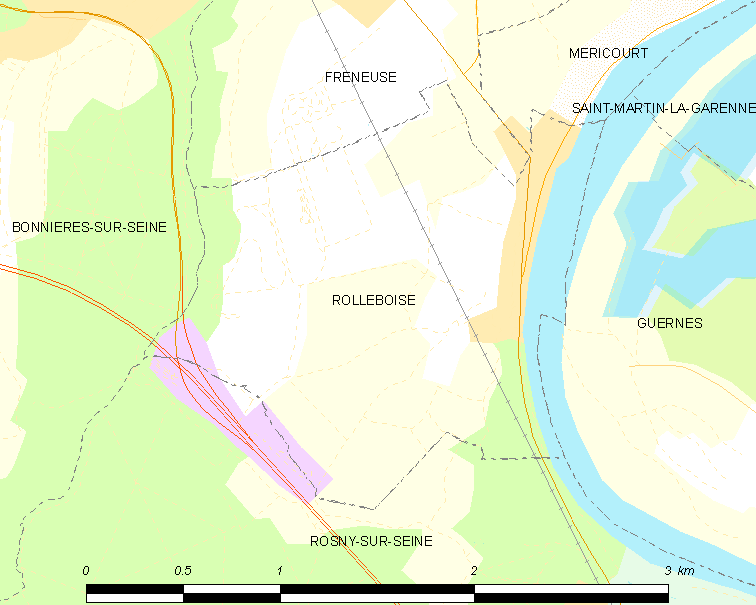
罗勒布瓦斯的OSM定位图

罗勒布瓦斯的时区为UTC+01:00、UTC+02:00（夏令时）。

## 行政
罗勒布瓦斯的邮政编码为78270，INSEE市镇编码为78528。

## 政治
罗勒布瓦斯所属的省级选区为塞纳河畔博尼耶尔县。

## 人口

1962-2008年间罗勒布瓦斯人口变化图示

罗勒布瓦斯于2022年1月1日时的人口数量为351人。